# Oyabe
Oyabe (jap. 小矢部市, -shi) ist eine Stadt in der Präfektur Toyama in Japan.

## Geographie
Oyabe liegt westlich von Toyama und südwestlich von Takaoka.

## Geschichte
Die Stadt Oyabe wurde am 1. Oktober 1958 gegründet.

## Verkehr
- Straße:
  - Hokuriku-Autobahn
  - Nationalstraße 8, nach Kyōto und Niigata
  - Nationalstraße 359, nach Toyama und Kanazawa
  - Nationalstraße 471, nach Hakui und Takayama
- Zug:
  - JR Hokuriku-Hauptlinie

## Angrenzende Städte und Gemeinden

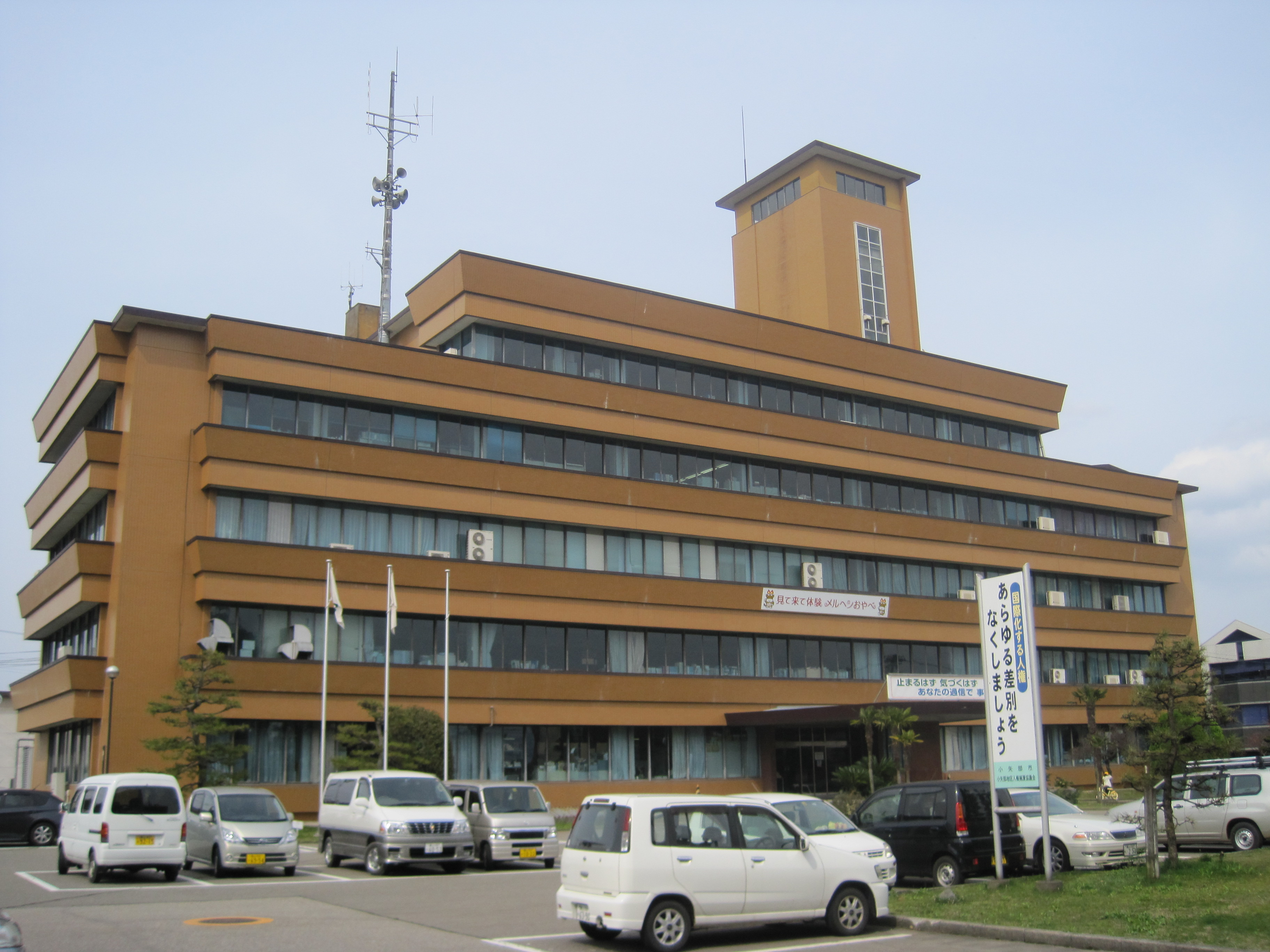
Rathaus

- Präfektur Toyama
  - Takaoka
  - Tonami
  - Nanto
- Präfektur Ishikawa
  - Kanazawa
  - Tsubata